# Малинка, Николай Афанасьевич
Николай Афанасьевич Малинка (укр. Микола Панасович Малинка; 16 февраля 1913, с. Лесняки, Полтавская губерния Российской империи — 14 декабря 1993, г. Яготин, Киевской обл., Украина) — советский украинский художник-живописец.

## Биография

### Детство
Николай Афанасьевич Малинка родился в семье крестьянина-бедняка в с. Лесняки, Яготинской волости, Пирятинского уезда, Полтавской губернии на Украине.
Рисовать начал с раннего детства. В школьные годы (1928—1929) как вспоминал сам Николай Афанасьевич: 

«… по рекомендации художника-профессионала Л. Брюммера, который арендовал в то время помещичий дом, завешав все его стены солнечными пейзажами Крыма, а сам жил с того, что занимался фотографией, он настаивал, чтобы я после окончания школы шёл учиться только в художественный техникум. Но кому я ни говорил из своих родных и знакомых о своём намерении — меня только отговаривали; мол, не профессия, да и не нужна она в годы первых пятилеток!»
После окончания семилетки в 1929 г. Николай Малинка поступил в садово-огородную профшколу, где проучился один год. Может, и стал бы Николай садоводом, но профшколу реорганизовали в техникум свекловодства, и он, не захотев иметь дело со свекловичными вредителями, оставил профшколу, поступил в Харьковский кооперативный техникум на книжное отделение.
Здесь он впервые познакомился с монографиями о художниках, в городских музеях открыл для себя настоящую живопись и осенью 1933 года поступил в Киевский художественный институт на графический факультет и закончил первый курс.

### Образование
В 1934 году в г. Киеве три института (Харькова, Одессы и Киева) реорганизовались в один Всеукраинский Художественный Институт. После всех конкурсных испытаний, допущенных студентов трёх вузов, в том числе и Николая Малинку, зачислили сначала на подготовительный курс, после чего он окончил ещё два курса живописного факультета.
В 1937 г., прервав учёбу, был призван в армию на действительную военную службу в Особый Кавполк Наркома Обороны. В то время при этой воинской части, дислоцирующейся в г. Москве, находилась изостудия им. М. Б. Грекова. Приказом политуправления Московского военного округа Николая Малинку перевели в эту студию как молодого начинающего художника, где он учился у таких известных художников, как Х. Ушенин — художественный руководитель, Е. А. Кацман — рисунок, В. С. Сварог — живопись, А. М. Герасимов.
К концу 1939 г. в студии обучались 25 красноармейцев. В газете «Правда» (выпуск за 7 декабря, 1939 г.) были отмечены двое из них:

«За пять лет Студия превратилась в художественную школу всеармейского значения… Красноармейцы Н. Малинка и Ф. Усыпенко учатся два года. Это скромные, трудолюбивые и одарённые люди. Они давно уже обратили на себя внимание преподавателей Студии. У обоих сочная живопись, тонкое понимание колорита, удачные композиции…»
И летом 1939 г. Н. Малинка, Х. Ушенин и Ф. Усыпенко отправились на родину И. В. Сталина в г. Гори.
В этой творческой командировке им были написаны такие работы как:
- «Гори. Общий вид», 1939, холст, масло, 80х90 — с 1940 г. в Центральном музее Вооружённых сил СССР Министерства обороны СССР. С 1983 г. в Красноярском художественном музее им. В. И. Сурикова.
- «Ленин и Сталин у карты фронтов Гражданской войны», 1939
- «Освобождение Западной Украины», 1939

Многие другие работы экспонировались на художественной выставке в Студии Центрального дома Советской Армии, посвящённой 20-летию РККА, были отмечены грамотой Политуправления Московского военного округа.
Сразу же после демобилизации в декабре 1939 г., в начале 1940 г. Комитет по делам Искусств при СНК УССР направил Николая Афанасьевича Малинку на Западную Украину, где в г. Косов Станиславской (позже — Ивано-Франковской) области было задумано создать художественно-промышленное училище. Он работал сначала в качестве и. о. директора, а потом завуча и художественного руководителя. Молодой художник был увлечён красотой Карпатских гор, богатством местного этноса и фольклора, с которым его навсегда связали воспоминания об этом чудесном крае. Но в связи с тяжёлым семейным положением (отец был парализован, а маленькая дочь лежала в гипсе) через год он вынужден был вернуться в родное село.

### Военные годы (1941—1945)
Вторая мировая война докатилась до границ Советского Союза.
В первые дни войны Н. Малинку из-за тяжёлой болезни не взяли на фронт. Николай Афанасьевич работал на местной железной дороге, а вскоре, ранней осенью 1941 г. вместе с другими оказался на оккупированной гитлеровской армией территории.
Имея в распоряжении большой земельный участок отца, он кое-как смог прокормить свою семью в этот период. Через два года, благодаря счастливому случаю, смог сбежать из плена на одной из железнодорожных станций прямо из поезда, отправляемого нацистами в Германию.
После освобождения Яготинского района (осень 1943 г.) Н. А. Малинка, невзирая на тяжёлую форму туберкулёза, ушёл в действующую армию в составе 209-го батальона аэродромного обслуживания 8-й воздушной армии 2-го Украинского фронта, где прослужил до декабря 1945 года.

### Послевоенные годы
В первые послевоенные годы в разрушенном фашистами родном городе семье негде было жить. Испытывая острую материальную нужду, нужно было обустраивать свою жизнь. Чтобы хоть как-то прокормить свою семью, приходилось браться за любую работу вплоть до написания лозунгов на праздничных транспарантах, плакатах и рекламных щитах. Но такая работа не приносила Николаю Афанасьевичу ни морального, ни материального удовлетворения и, несмотря на то, что в то время перемещение на каком-либо виде транспорта было очень затруднительным, ему всё же удавалось хоть и изредка приезжать в столицу. Для творческой работы художника в то время не было никаких условий, но, находясь ещё под не остывшим от пожарищ впечатлением войны, Николай Афанасьевич продолжал тем не менее что-то писать. Небольшое полотно «Бабий яр», несколько других его работ побывали тогда на выставке в г. Киеве, и в 1949 г. его приняли кандидатом в члены Союза художников СССР. Немного позднее его приняли в ряды Союза художников СССР.
В 1955 г., после бесплодных лет мытарств, он случайно узнал о существовании Киевского товарищества художников (дальше: КТХ), где, оказалось, работали его товарищи по институту. Для него, художника с периферии, сделали исключение — приняли в КТХ.
Наконец-то Николай Афанасьевич получил возможность творчески общаться с сотоварищами по призванию, расширить сюжетный и жанровый диапазон рисования, немного улучшить тяжёлое материальное положение семьи. Сказалось положительно и то, что во времена «хрущёвской оттепели» советская интеллигенция получила некоторую свободу. В их числе Николай Малинка начал работу в качестве художника-копииста, с последующим участием в творческой группе.
В 1957 г. Николай Афанасьевич приступил к написанию серии русских и украинских народных сказок А. С. Пушкина, К. И. Чуковского, Х. К. Андерсена и др.
В 1958-1959 годах принимал участие в 4-й областной художественной выставке, а также многих других выставках всесоюзного и республиканского значения.
Так пришло первое признание: работу «Аркан, гуцульский танец» приобрело  Министерство Культуры УССР.
В 1962 г. КТХ вошло в состав Всесоюзного художественного фонда, и Н. А. Малинка стал его членом.

## Творческая деятельность
Чтобы прожить художнику в глубинке — нужно уметь делать буквально всё. И, когда в 1959 г. в связи с приближением Шевченковского юбилея, общественность г. Яготина и городские власти обращаются с просьбой вылепить бюст Т. Г. Шевченко, он сооружает памятник Кобзарю, который гостил и работал в юношеские годы в местной усадьбе у одного из представителей древнейшего княжеского рода Н. Г. Репнина. И хотя по образованию Николай Афанасьевич не был скульптором, ему всё же без труда удаётся вылепить прекрасный бюст. Отлитый из железобетона памятник стоит и поныне.
Стремясь отобразить исторические события из жизни родного города и края, Н. А. Малинка создал множество ярких и самобытных полотен. Много времени и сил он бескорыстно отдаёт созданию местного краеведческого исторического музея, для экспозиции которого передаёт те свои работы, которые иллюстрируют местную историю.
Эта история неразрывно связана с такими известными личностями прошлых столетий, как последний гетман Левобережной Украины К. Г. Разумовский, министр народного просвещения России А. К. Разумовский, его дочь В. А. Разумовская (в замужестве — Репнина), князь Н. Г. Репнин-Волконский, прогрессивные интеллектуалы того времени Т. Г. Шевченко, Н. В. Гоголь, Е. Г. Гребинка, А. В. Капнист и др.
В Яготинской картинной галерее насчитывается 350 картин из Художественного фонда СССР, среди которых, -богатые местным колоритом холсты Николая Малинки. Он вложил в свои портретные холсты не только стиль социалистического реализма, но и всеобщее уважение к людям большого труда и таланта.
В частности — Народной художнице Екатерине Белокур, Герою Социалистического Труда Пётру Роговцу, советскому парламентёру О. П. Кузнецову, неутомимой труженице-свекловоду Евдокии Паливоде и многим другим.
В Сулимовском краеведческом музее им. Дважды Героя Советского Союза А. Г. Кравченко на почётном месте портрет генерала-полковника, выполненный Н. А. Малинкой. Он же — автор известной картины «Форсирование Десны танками Т-34 в районе Лютежа».
Кистью художника перенесены на панорамные полотна изображения первобытной стоянки доисторических людей в археологическом музее «Добраничевская стоянка» в с. Добраничевка, Яготинского района.
Николай Афанасьевич был организатором и долгое время руководителем Яготинской изостудии самодеятельных художников.
Являлся автором:
- барельефа женщины на стеле, посвящённой погибшим работникам сахарного завода в г. Яготине, — 1964 г.
- шестиметровой стелы герба г. Яготина, исполненной мозаичной плиткой, установленной на трассе Киев-Харьков — 1966 г.
- мемориала Славы, сооружённого в честь погибших земляков в годы Великой Отечественной войны, — 1967 г.
- памятной стелы, посвящённой подвигу подразделения лейтенанта Григория Поситко в 1943 году, — 1967 г.
- мемориала в с. Панфилы — 1968 г.,

а также многих других скульптурных работ.
Н. А. Малинкой написаны сотни полотен, где изображены пейзажи родного края, исторические события в нём, портреты выдающихся исторических персонажей. Его работы находятся в частных коллекциях любителей живописи из Швейцарии, Канады, Голландии, Австралии, Америки. В Канаде две работы из его шевченкианы можно найти в экспозиции Музея Т. Г. Шевченко в г. Торонто. Несколько полотен, включая и знаменитые «Кобзари», выставлялись в 1988 г. в Нью-Йорке (США) — как часть коллекции семьи Воскобойник, украинских эмигрантов из шт. Пенсильвания; эта коллекция постоянно демонстрируется в Пенсильвании (State College, РА).
До ухода на пенсию в 1973 г. работал в живописно-скульптурном комбинате Киевского областного отделения художественного фонда УССР.
К числу известных работ художника относятся:
- «Аркан, гуцульский танец», 1957 — картина приобретена с выставки в 1958 г. Министерством Культуры УССР, г. Киев.
- «На высокой полонине», 1959 — картина находится в частной коллекции семьи Ботте в г. Мельбурн, Австралия
- «Каштановая аллея, где гулял Тарас Шевченко», 1961 — картина находится в Национальной филармонии Украины, г. Киев
- «Стога под снегом», 1961 — копия картины находится в частной коллекции г. Цюрих, Швейцария
- «Гопак», 1962
- «Лето», 1963 — копия картины находится в частной коллекции г. Цюрих, Швейцария
- «Дума о козаке», 1969—1992
- «Гуцульский базар», 1970
- «Золотое зерно», 1970
- «Вдохновение», 1970 — картина находится в Мемориальном музее-усадьбе Народной художницы Украины Екатерины Белокур
- «Зимний лес», 1971 — копия картины находится в частной коллекции в Голландии
- «Невольничий рынок в Каффе», 1972
- «Григорий Сковорода и кобзарь», 1975
- «Кобзари», 1980, авторская репродукция — картина находится в Woskob Private Collection of Ukrainian Art, USA
- «Вечеря в казацком курене», 1981
- «Кобзарская рада», 1987 — картина находится в Национальном историко-этнографическом заповеднике «Переяслав»[1]
- «Гетман Иван Мазепа», 1987
- «Т. Г. Шевченко читает „Тризну“», 1988
- «Мечты юного Тараса о свободе», 1988
- «Автопортрет Т. Г. Шевченко для Варвары Алексеевны Репниной-Волконской», 1988 — картина передана в  Музей Т. Г. Шевченко в г. Торонто, Канада.
- «Думы мои», 1990 — картина передана в Посольство Украины в г. Мельбурн, Австралия.
- «Горький путь в неволю», 1991
- «Пётр Первый и гетман Полуботок», 1991
- «Богоматерь с младенцем», 1992 — копия иконы (панахранты) русского художника М. А. Врубеля, написанной (1884—1885 гг.) на цинковых пластинах маслом с элементами золочения. Использована в оформлении одноярусного мраморного иконостаса Кирилловской церкви в г. Киеве.
- «Провозглашение независимости Украины», 1993 — картина передана в  Посольство Украины в г. Мельбурн, Австралия.
- «Флигель в имении Н. Г. Репнина», 1993 — картина передана в Музей Т. Г. Шевченко в г. Торонто, Канада.
- «Мальвы», 1993
- «Косари», 1985
- «На пастбище»
- «Бій козака Яготинської сотні Йосипа Чергикала з польськими жовнірами»

## Признание заслуг
Н. А. Малинка находится в  Реестре профессиональных художников Российской империи, СССР, «русского зарубежья», Российской Федерации и республик бывшего Советского Союза XVIII—XXI вв..
В 1984 году Николай Афанасьевич Малинка занесён в юбилейный, по случаю 50-летия студии, каталог Студии военных художников имени М. Б. Грекова.
Решением Яготинского городского исполнительного комитета от 11 сентября 1990 года Н. А. Малинке присвоено звание  Почётный гражданин города Яготин.
О жизни и творчестве Н. А. Малинки в августе 1993 г. Национальной телекомпанией Украины УТ-1 в программе «Надвечір’я» снята телевизионная передача.

## Интересные факты
В фильме Сергея Эйзенштейна «Александр Невский» съёмки центральной сцены фильма — Ледового побоища — из-за сжатых сроков проходили летом в 1938 г.
Красноармейцы из Особого Кавалерийского полка Наркома Обороны, в котором проходил службу Николай Афанасьевич, принимали участие в съёмках армии тевтоно-ливонских рыцарей-всадников, напавших на Русь во главе с епископом Германом, магистром Тевтонского ордена в 1240 году.
В своих рукописях (1938-39) Николай Афанасьевич писал: 

«… в жаркие сухие летние дни 1938 г. снимались мы в кинофильме „Александр Невский“. В Подмосковье! Бойцы возбуждённые, навеселе.
- Войдём в историю, ребята!
Воробьёвы горы, далёкая околица Москвы, тихие сады, старые домики. Солнце и июньское пекло. Непонятно, почему зиму снимают летом? Искусственный сухой снег разбрасывают с помощью авиационного пропеллера, приделанного к трактору. А представьте себе, ещё сдавливает белый из байки плащ пса-рыцаря, на голову надетое картонное ведро с прорезью для глаз, покрытое снаружи алюминиевой краской, и длиннющий щит из картона в левой руке, а деревянный меч в правой… Дышать нечем, солёный пот заливает глаза, мой конь храпит и подёргивая ушами, напуган, не даёт натянуть на себя мантию. Наша романтика съёмок развеялась с первого дня как дым.»